# JEC
 (septembre 2022).
Pour les articles homonymes, voir JEC (homonymie).
Ne pas confondre avec la Jeunesse étudiante chrétienne (JEC)
Fondé par l'industrie des composites en 1956, et détenu par une association à but non lucratif, le groupe JEC (acronyme de « Les Journées Européennes des Composites ») est la première organisation consacrée à l'industrie des matériaux composites. JEC supporte le développement des composites et des matières thermodurcissables et thermoplastiques.

## Présentation
Eric Pierrejean, qui a rejoint JEC en 2018, est le président directeur général de la société.
La SAS JEC est créée en décembre 1996 comme une filiale du Centre pour la promotion des composites (CPC), une association à but non lucratif qui détient le capital,. JEC SAS est une société de services d'information et de réseau d'entreprise.
JEC Group met en relation les représentants de la filière grâce à un réseau rassemblant plus de 250 000 professionnels (sur les 550 000 employés par l'industrie des composites en 2017) d'une centaine de pays, environ 1 300 sociétés, de 40 secteurs d'activité (transports : aéronautique, automobile et marine, BTP, industrie, énergie, sports et loisirs, EEE, etc.).
JEC organise notamment trois événements annuels et des manifestations à travers le monde (conférences, forums…) ainsi que le programme JEC Innovation Awards.
Le groupe dispose de trois bureaux : en Europe (siège à Paris), aux États-Unis (à Atlanta) et en Asie du Sud-Est (à Singapour).
JEC publie des ouvrages et une revue, le JEC Composites Magazine.
Les sociétés suivantes font partie du conseil d'administration : AGY (Advanced Glassfiber Yarns), AOC, Chomarat, Coriolis, Hexcel (en), Huntsman Corporation, IDI Composites International, Owens Corning, Persico, Polynt, Porcher Industries, SGL Carbon, et Solvay.

## Événements organisés par JEC

### JEC World
Ce salon parisien est le premier salon des composites au monde,. Il se déroule chaque année sur trois jours, au parc des expositions de Paris-Nord Villepinte.
JEC World rassemble à Paris l’ensemble de la chaîne de valeur de l’industrie des matériaux composites ; non seulement les grandes entreprises mondiales, mais aussi des start-ups innovantes dans le domaine des composites et des matériaux avancés, ainsi que des experts, des universitaires, des scientifiques et des responsables de R&D. de nombreux secteurs d’application y sont représentés faisant de l'événement une véritable "vitrine" de produits finis dans l'aérospatiale, la marine, la construction, l’automobile, le design, les sports et loisirs, etc.
L'édition 2018 a accueilli environ 1 300 sociétés et 42 445 visites professionnelles, sur plus de 54 000 m2. En 2022, après deux ans d'absence due à l'épidémie de Covid-19, le salon a accueilli plus de 1 200 exposants et 33 000 visites professionnelles.

### JEC en Asie
Le salon JEC Asia a été créé en 2008, se tient à Séoul en République de Corée.
L'édition 2017 a accueilli plus de 230 sociétés et 6 271 visites professionnelles.
En 2021,toujours à Séoul, l'événement prend le nom de « JEC Korea » pour se concentrer sur le marché local.

### JEC Forums
Concernant l'Amérique du Nord, le premier salon s'est tenu en 2012 à Boston (Massachusetts). Le salon JEC américain a lieu à Atlanta (Géorgie) ou à Boston. L'édition 2013 du salon d'Atlanta a accueilli plus de 300 sociétés.
À partir de 2021, en Europe, JEC lance des forums en Allemagne et en Italie.
JEC Forum DACH a lieu pour la première fois à Francfort-sur-le-Main en novembre 2021, rassemblant environ 500 acteurs des composites de la région DACH. En 2022, c'est à Augsbourg, dans un triangle d'or des composites, que l'évènement consacré aux rendez-vous d'affaires se tient.
Un JEC Forum Italy à Bologne a eu lieu en juin 2023. Les Forums organisés par JEC ont pour but de promouvoir les rencontres entre des acteurs des composites à un niveau local : leur programme allie rendez-vous d'affaires, conférences et compétitions de startups.